# Игоша
Иго́ша (ичетик) — в восточнославянской мифологии мелкий демон, душа некрещёного или мертворождённого ребёнка. Проказит, если его не признают за домового.
Дети с момента рождения до крещения или умершие «без креста» считаются нечистыми, у них нет имени, подлинной души, а только «пара», как у животных, также нет пола. Мертворождённые дети, загубленные матерями или умершие нескольких дней от роду относились к числу опасных покойников, поскольку они не находили успокоения в загробном мире.
Согласно Владимиру Далю,

Игоша — поверье, еще менее общее и притом весьма близкое к кикиморам: уродец, без рук без ног, родился и умер некрещеным; он, под названием игоши, проживает то тут, то там и проказит, как кикиморы и домовые, особенно, если кто не хочет признать его, невидимку, за домовика, не кладет ему за столом ложки и ломтя, не выкинет ему из окна шапки или рукавиц и проч.

По мнению фольклориста Е. Е. Левкиевской, в дохристианский период смерть таких детей считалась «неправильной», «нечистой», как, к примеру, смерть самоубийц, поскольку они не успели прожить предназначенного им срока. После христианизации важным стало то, что они не дожили до крещения, поэтому их души не получат христианского спасения, а навсегда останутся во власти нечистой силы и сами станут демонами. На Руси такие дети называются игоши, ичетики, на Украине — потерчата (предположительно, от потерять) или страччуки (от укр. стратити — «утратить»). На Руси и в Белоруссии считалось, что после смерти они становятся кикиморами, на Украине — мавками.
Дети, умершие некрещёными, ещё в начале XX века не хоронились на общем кладбище по христианскому обряду, поскольку это считалось грехом. По этой причине в способах их захоронения сохранялись многие языческие черты. Их хоронили под полом дома (живые и мертвые члены семьи всегда должны быть вместе, в общем родовом пространстве), под деревьями (деревья дают пристанище душам умерших, и способны стать воплощением души), как и других заложных покойников, на перекрёстках дорог и в болотах. Существовали представления, что не нашедшие покоя души детей витают близ своих могил или просто носятся в воздухе, принимая вид вихря или птиц, и жалобно кричат, прося крестить их. Чаще всего их крики слышны перед грозой, бурей или иной непогодой. Услышавший их мольбы должен снять с себя какую-либо часть одежды или оторвать рукав или кусок подола, бросить в том направлении, откуда слышится крик, перекрестить его и сказать: «Если ты пан, то будь Иван, а если ты панна, то будь Анна», совершая таким образом крещение неприкаянной души, которая затем будет принята в блаженное место, где обитают безгрешные души крещёных детей.
В случае, если душа некрещёного ребёнка не будет крещена таким способом, она навечно переходит во власть дьявола и сама превращается в нечистую силу. Такие души опасны для живых, в особенности для матерей с маленькими детьми. Если женщина выйдет на крик витающей в воздухе души некрещёного младенца, она может заболеть и даже умереть. Особенно эти демоны проявляют себя во время Святок, когда их отпускают из ада погулять. Они посещают дома, где не перекрещивают дверей и сундуков с одеждой, и берут себе всё, что понравится.
В ряде местностей считалось, что в зависимости от того, как погибли дети, они становятся разными демонами. Так, на Русском Севере считалось, что загубленные матерями младенцы превращаются в ичеток — маленьких мохнатых человечков, склонных селиться в омутах и на мельницах и предвещающих несчастье, производя звук наподобие хлопанья по воде бичом. Дети, просто не дожившие до крещения, становятся игошами — безрукими и безногими уродцами, которые ночами проказничают в домах. «Выкрестить» некрещёного младенца и ввести его в царствие небесное или хотя бы облегчить его участь можно на Троицкой неделе или в Семик, когда по традиции поминаются все умершие до крещения и мертворожденные дети. Для этого женщине, у которой были такие дети, следовало купить двенадцать крестиков (по числу апостолов) и раздать их чужим детям. Тогда апостолы помолятся, и двенадцать детских душ будет спасены. Накануне Троицы красили яйца в красный и жёлтый цвета, которые затем раздавали детям в поминовение некрещёных душ, а также угощали соседских детей варениками, пампушками и другими лакомствами. Для той же цели у перекрёстков дорог оставляли сотовый мёд, ожидая, что ночью души придут полакомиться и утром на песке можно будет увидеть их следы.
В 1833 году русский писатель Владимир Одоевский в рамках цикла «Пёстрые сказки» издал рассказ «Игоша» о встречах ребёнка с этим существом. Переиздавая эту сказку в Собрании сочинений (1844) он включил рассказ в раздел «Опыты рассказа о древних и новых преданиях». Эта редакция отличается от текста, изданного в 1833 году стилистической правкой, также к ней дописано окончание. Автор изменил время действия из прошедшего в давнопрошедшее, демонстрируя отношение взрослого к своим детским грёзам и видениям.